# Американская ассоциация украинистики
Америка́нская ассоциа́ция украини́стики (сокр. ААУ; англ. American Association for Ukrainian Studes, AAUS; укр. Америка́нська асоціа́ція українозна́вства) — организация исследователей истории и культуры Украины и украинского народа, которые работают в США. 
Основана на учредительной конференции, созванной Украинским научным институтом Гарвардского университета 8—9 декабря 1989 года в Кембридже (штат Массачусетс). Проводит общие сборы во время ежегодных конференций Американской ассоциации развития славистических исследований. ААУ участвовала во всех международных конгрессах украинистов. Она премирует лучшие украинистические монографии, статьи и переводы американских авторов, выдаёт в журнальной форме и в Интернете информационный бюллетень (AAUS Newsletter). 
Первым президентом ААУ был И. Физер, позже эту должность занимали Н. Кононенко, А. Гумецкая, М. Найдан, с 2000 года — Р. де Лосса. Секретарь ААУ — А. Диллон (Украинский научный институт Гарвардского университета).